# Complesso di San Domenico
Il complesso di San Domenico è un gruppo di edifici di Albenga, sviluppatisi a partire dal 1200 dove era presente un antico monastero, diventato poi convento e infine istituto scolastico. È stato il terzo insediamento in Liguria da parte dei frati domenicani dopo quelli di Sarzana e di Genova, fondato intorno al 1288 per cinque secoli è stato un centro di spiritualità e di cultura, dove avevano cappelle le importanti famiglie cittadine, e dove gli stessi seppellivano i loro defunti. La presenza di un'intensa attività culturale arriva dalle figure di Santi affrescate, da una Madonna con Bambino, bassorilievo marmoreo, il raro incunabolo della Naturalis Historia di Plinio, oggi alla Biblioteca Universitaria di Genova, esternamente sono state riportate alla luce e restaurate nel 2009 degli affreschi: il fondatore S. Domenico, il beato Guido Maramaldi da Napoli e S. Margherita d’Ungheria. La struttura è complessa attualmente, dovuta a un processo edificatorio lungo secoli, con la realizzazione di una chiesa e di un palazzo per la residenza dei frati, collegati da un chiostro sui 4 lati, oggi andato in parte perso, ma del quale se ne può trovare tracce dalle arcate chiuse.
Il complesso è sorto all'interno dell'antico quartiere di San Siro, addossato alle mura della città, dove sorgeva già un'antica chiesa medievale a tre navate, orientata ad est con quattro ingressi, due sul chiostro per l'ingresso dei frati e due sul lato opposto per il popolo. Nel XVII secolo vengono fatti importanti trasformazioni, l'altare maggiore venne trasferito ad ovest vicino alla mura cittadine, in testa alla navata cioè rivolo su piazza San Domenico viene realizzato un rosone, vennero realizzati due tiburi di cui uno andato distrutto, venne realizzato un nuovo portale rivolto ad est con due colonne di granito di reimpiego, che ancora sono presenti nell'attuale San Domenico, e venne realizzato un nuovo coro nel 1653 andando ad appoggiarsi alle mura cittadine. Era presente anche una torre campanaria, con una trifora che la si può vedere in molti dipinti, ma tuttavia mozzata a seguito del terremoto del 1887. Fino al 1703 all'interno del chiostro era presente un cipresso che secondo la tradizione era stato piantato dal fondatore dell'Ordine stesso durante il suo pellegrinare per l'Europa, oltre che essere legato alla cittadina in quanto uno dei fondatori dell'Ordine Domenicano in Lombardia, nella basilica di Basilica di Sant'Eustorgio era Robaldo da Albenga.

## Storia

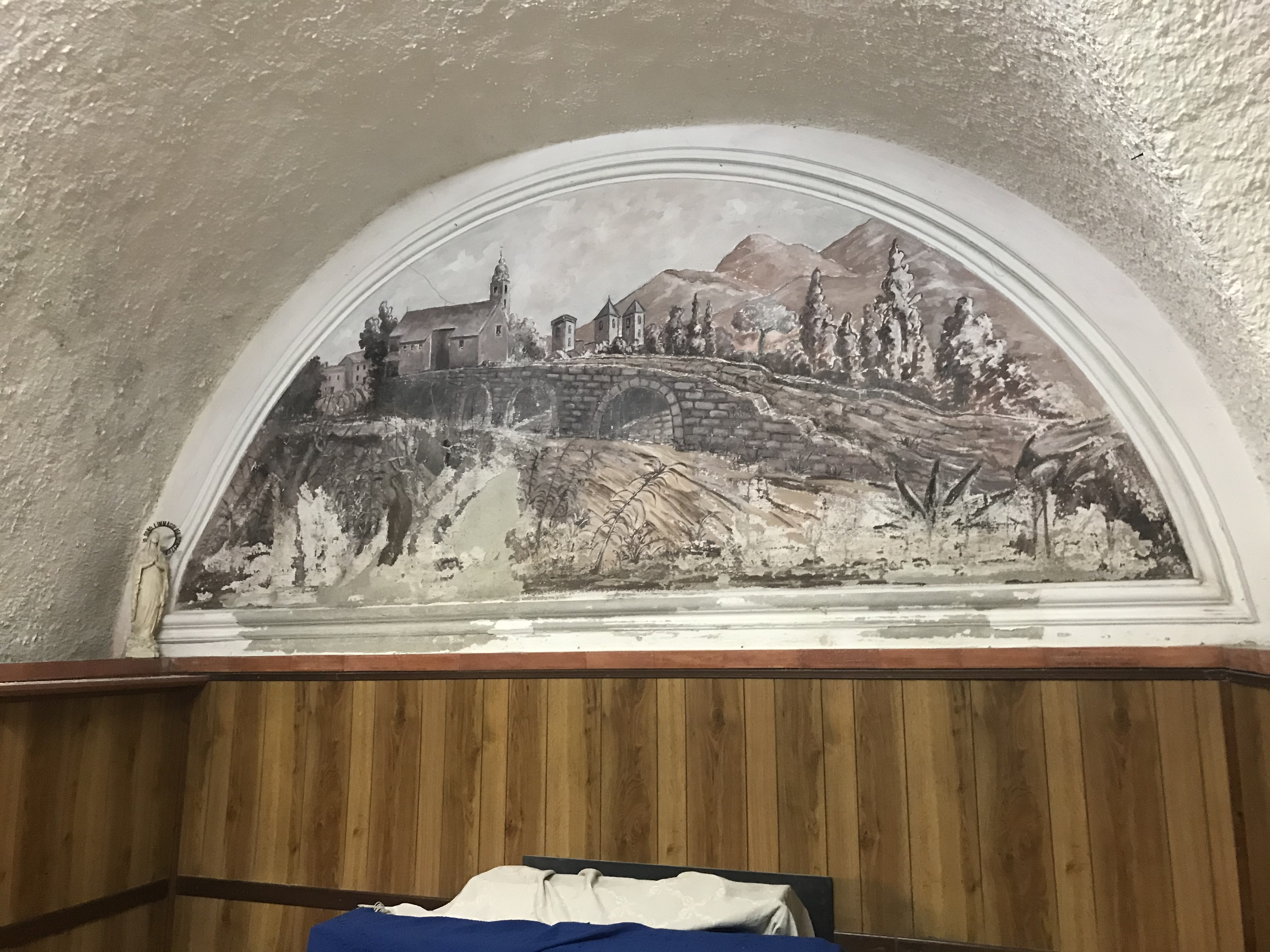
Affresco di Pontelungo al piano terra del complesso di San Domenico

### Prime tracce
Si sa della presenza certa dei Domenicani in città nel 1286, quando nell'elenco dei debiti del fu Tomaso Carlo, signore di Ortovero, manca un'oblazione ai fratribus predicatoribus. Nel 1287 i Domenicani di Albenga, ricevono una casa nel quartiere di Turlata (oggi Torlaro) da testamento di Berta de Iustenice, che ci indica la presenza ormai in pianta stabile e comunitaria in città da parte dei frati. Tale casa è venduta l'anno successivo per dieci lire, al fine di ampliare la loro sede ad Albingana.  Nel 1302 ai Predicatori e ai Francescani viene concessa un'oblazione annua di 20 lire. Nello stesso anno Giovanna, vedova di Leone Trincheri, lascia in testamento a fra Bonifacio, guardiano dei frati predicatori, la somme di 30 soldi per una capa e 7 soldi e 6 denari pro missis canendis, questo è importante perché evidenzia la presenza in città di un luogo di culto usato dai frati per cantar messa; come diviene anche evidente dalla presenza del priore di Albenga nel 1303 al capitolo provinciale, stante a significare la presenza di un convento in pianta stabile. Nel 1363 si sa che è il cantiere per l'edificazione del nuovo luogo di culto è nel vivo, dove si annota il consumo di molto vino, a testimonianza di un gran numero di operai. Si trattava dell'innalzamento della chiesa oggi conglobata nelle abitazioni civili, dove restano visibili le colonne originarie e alcune tracce, è possibile che tale edificazione sia avvenuto sopra l'antico luogo di culto. Nel Comune di Albenga dall'inizio del 1407 si denota il pessimo stato di conservazione dei propri archivi, con documenti strappati, atti ufficiali portati a casa dai notabili, oltre che una parte mal tenuta, così si decide di creare una canzeleria comunale, anche questa con molte problematiche. Così nel 1514 durante la predica della quaresima, che era stata affidata a un frate Domenicano, si propone di istituire una libreria comunale, chiedendo al Consiglio una elemoxina per tale fine; si prodigano diversi cittadini, sopra tutti Paolo Costa, Gio Battista Ricci e Emanuele della Lengueglia. Il 8 novembre la domanda di ubsidium et ellemoxinam viene ripetuta dal Priore e così il 10 dicembre il Consiglio decide di concedere il sussidio di 12 lire, molto modesto. Il 29 novembre del 1539 il Consiglio Comunale presieduto dal commissario Stefano Cattaneo impone ai cittadini di depositare in San Domenico i protocolli dei notai defunti, i libri e le carte dove erano riconosciuti dei diritti o dei valori; questo permetterà di conservare l'archivio, che verrà trasferito in parte, ma che permette ai Domenicani di avere un'entrata fissa da parte del comune e far vivere il convento di vita propria, anche se la libreria non troverà così tanta fortuna.

### Rinascita culturale
Nel XVI secolo il Convento diventa centro culturale, grazie a fra Gio Giacomo Salomonio che assieme ad altri intellettuali iniziò un percorso di ricerca e scoperta delle antiche epigrafi e della storia antica di Albenga e della Liguria. Nel chiostro di San Domenico si tiene l'11 febbraio 1545 la prima assemblea dell'Ordine Primo, o dei mercatores, cioè l'Ordine dei Nobili ingauni, probabilmente per la presenza del frate Salomonio e della cerchia culturale e di nobili che aveva fatto crescere attorno a sé. Morirà il 16 gennaio del 1572 venendo sepolto nella chiesa di San Domenico.

### L'ampliamento seicentesco
Il problema dell'archivio comunale non smette di assillare la città, che ha ancora una parte dei volumi conservati all'interno del piano terra della loggia del Palazzo del Comune; nel 1602 i frati si lamentano perché non hanno più spazio per contenere gli archivi, allora in accordo con l'Amministrazione Comunale, versa al Capitolo Domenicano 100 scudi, con i quali viene rifatto il tetto e viene aumentato lo spazio per gli archivi, di quella parte che allora era conservata nella sacrestia della Cattedrale e per la quale il comune pagava un contributo. Parte di tali archivi era spesso soggetta a attacchi di roditori o anche alla forte presenza di umidità.

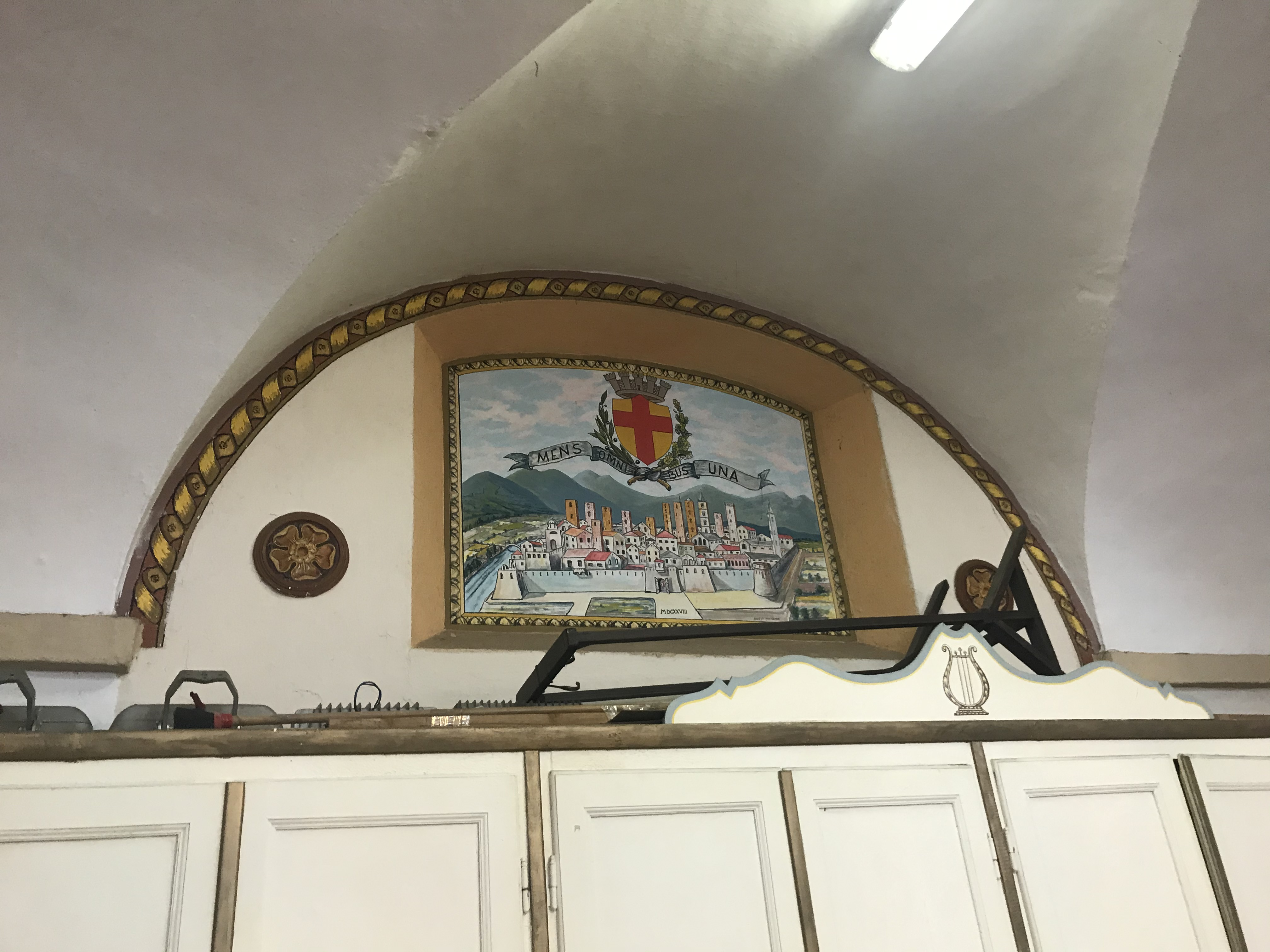
Affresco rappresentante Albenga nel 1628 situato al piano terra del complesso

Nel 1653, durante la fase di lavori per il capovolgimento della Chiesa viene in vista il superiore Provinciale dell'Ordine, che decide di abbattere la scala che era stata appena costruita che dal chiostro accedeva ai nuovi locali dell'archivio. Questo fu un segno di rottura tra comune e convento, tant'è che l'amministrazione mise subito in mano la mossa di ritirare gli archivi e di sospendere qualsiasi tributo ai Frati. Intervenne il Generale dei Predicatori, la demolizione venne sospesa con il ritorno al programma di sistemazione della stanza dell'archivio, di cui se ne occupa il capomastro Benedetto Amerigo, che si era già occupato di trasformare il Palazzo Cazulini sorto sul Castrum medievale, nel monastero di San Tommaso, e che verrà pagato dal Comune per in constructione archivii in conventu Sancti Dominici. Il problema degli archivi si protrae e nei libri del Comune si vede sempre questa problematica tra gli archivi siti in San Domenico e quelli situati in altre parti della Città. Questo deposito di documenti viene spostato nel 1780 dalla antica sede alla sacrestia vecchia, ma in seguito alla confisca dei beni ecclesiastici durante l'epoca napoleonica, l'archivio viene spostato in Comune.

### Secolarizzazione
Con la legge della confisca degli ori e argenti appartenenti alla Chiesa, nella Sacrestia di San Domenico vennero raccolte 102 libbre pari a 33 kg di preziosi, ma gran parte dei quali (66 libbre e 6 once) appartenevano alla confraternita del SS Rosario che aveva sede nella chiesa domenicana. Tuttavia la neonata Repubblica Ligure aveva bisogno di più e con la legge 120 ("intorno alla traslocazione e soppressione de' Conventi de regolare e delle Monache") le strutture ecclesiastiche dovevano essere confiscate, stimate e messe subito all'asta. In città la notizia si sapeva da prima, grazie a uno dei due cittadini municipalisti, Michelangelo Gianeri o Gianero, che erano stati eletti nel Consiglio dei Giuniori. Questo personaggio fu uno dei vertici politici dalla città per diversi anni, nato a Salea l'11 febbraio del 1759, figlio di Gio Battista Gianeri e di Maria Maddalena Durante, iscritto nel 1784 al collegio medico di Genova, durante l'antico regime Gianeri era stato più volte al servizio del comune come medico condotto e ricoprendo anche cariche pubbliche come rappresentante della città, allo scoppio della rivoluzione fu un entusiasta sostenitore e quando venne eletto si distinse durante le adunanze del Corpo Legislativo come uno dei più radicali contro la nobiltà e il clero da lui accusati di cospirare contro la Repubblica Ligure, anche se fu sempre estremamente cosciente nelle sue scelte, grazie anche ad amicizie nel Direttorio, dove venne nominato per pochi mesi nel 1799 e così aveva sempre notizie fresche da far arrivare ad Albenga). 
Ad Albenga si ci stava preparando per questa confisca, identificando in San Domenico il sito migliore dove concentrare tutti i monaci dei vari ordini presenti nella città "come più comodo per maggiori locali e confacente al culto divino"; tant'é che il 19 ottobre la municipalità inviò una lettera al Direttorio Esecutivo dove chiedeva il Complesso per tutti i frati. La legge era fatta che solo i complessi con più di 12 frati potevano restare aperti, considerando che c'erano in città e fuori, conventi con tre o quattro frati. Si procedette a fare la stima di tutte le proprietà, e tale valore doveva essere la base per l'asta di vendita. I Domenicani possedevano un valore complessivio di 63'500 lire, di a Vadino 12'366, la terra di San Pietro 1652 lire, la Morella 3013 lire, Massaro 1027 lire, il Chioso 700 lire e il prato dell'Acquafredda a Salea. Dentro le mura avevano un gruppo di case nel quartiere di Torlaro per un valore di 2000 lire. I primi di Gennaio del 1799 arrivarono in comune le prime offerte di appartenenti alla ex-nobiltà o alla ricca borghesia, quali Vincenzo Rolandi, Antonio ricci, Massimiliano Spelta e lo stesso Gianeri. La vendita fu complicata e si ci mise mesi o anche anni per arrivare alla fine, ma si arrivò al milione di lire che era l'obiettivo della Repubblica. Tuttavia per il direttorio non era abbastanza e il 2 luglio del 1799 arrivò la comunicazione che entro 15 giorni gli ultimi frati dovevano abbandonare il convento, cosa che avvenne il 20 dello stesso mese, con gli ultimi tre frati rimasti che abbandonarono il complesso per sempre, facendo ritorno alle proprie case o in altri conventi rimasti aperti. Tuttavia il Comune non lasciò proprio cadere l'edificio, ma diede la custodia della chiesa a Don Domenico Anfosso, parroco di Santa Maria in Fontibus che era stata occupata nel frattempo dall'esercito francese. 
Nel frattempo erano iniziate le vendite delle proprietà, con la tenuta di Vadino acquistata da Andrea Rolandi Ricci per 16000 lire, per 3500 la Morella a Emanueale Borea Ricci, la terra di San Pietro a Angelo Giorgi per 1645 lire e altre per valori minori. Abbiamo il testo della perizia relativa al lotto che era già abitazione, redatta da Giuseppe Crassonino e Felice Peirano relativo allo stato di San Domenico all'epoca precedente la vendita:
Il 22 ottobre fu acquistato questo lotto per 9585 lire dal prete Gio Battista Scofferi, uno dei cittadini quotizzati, che però agiva per nome del Medico Gianeri. Fu uno stratagemma legale che fece scalpore, difatti il prezzo era considerato scandalosamente basso visto che la vendita venne fatta di fretta e furia anche un giorno prima di quanto si poteva in base alla legge. I nemici soprannominarono Gianeri come l'eroe di Salea, il medico da piattole Il Gianeri iniziò da subito ad affermare che aveva il diritto di togliere la servitù di passaggio con il resto del convento, e che il contratto gli permetteva di iniziare subito a fare dei lavori strutturali. Così intimò all'amministrazione comunale lo sgombero dell'archivio comunale, che da secoli era all'interno del complesso. I lavori iniziarono con la chiusura e apertura di bucature, modifiche di strutture e altro ancora, che portarono per sempre alla perdita dell'antico valore. Ma la guerra faceva molti feriti, e le autorità comunali lasciarono San Bernardino all'autorità francese come ricovero, facendo sloggiare i frati verso San Domenico, cacciando di conseguenza via il Don Domenico Anfosso. Il ritorno dei frati in città fu accolto bene dalla popolazione, per le attività di assistenza e cura che facevano, anche a mezzo della loro farmacia. Napoleone sconfisse gli austriaci nella battaglia di Marengo andando a riformare in chiave più conservatrice la società; il nuovo governo, chiamata Commissione Straordinaria difatti rilevò che San Bernardino era inusabile, che il Gianeri si era impossessato anche di altri parti che non gli spettavano e che doveva ritirarsi, infine che i frati non avendo altro posto, potevano rimanere in San Domenico. 
Nel 1805 viene totalmente secolarizzato, e acquistato da un cittadino che lo lascia in testamento all'Ospizio del Santuario di Savona. Si ha una dispersione di gran parte del patrimonio epigrafico accumulato nei secoli, è solo grazie agli storici ingauni Giuseppe Cottalasso e Gerolamo Rossi, attivi nel XIX secolo, che ci è arrivata traccia del patrimonio, in parte analizzando gli scritti lasciati da Giò Ambrogio Paneri nel XVII secolo. Nel complesso erano presenti ben 18 epigrafi, di cui solo 5 sono pervenute fino ai nostri giorni.

### Epoca contemporanea

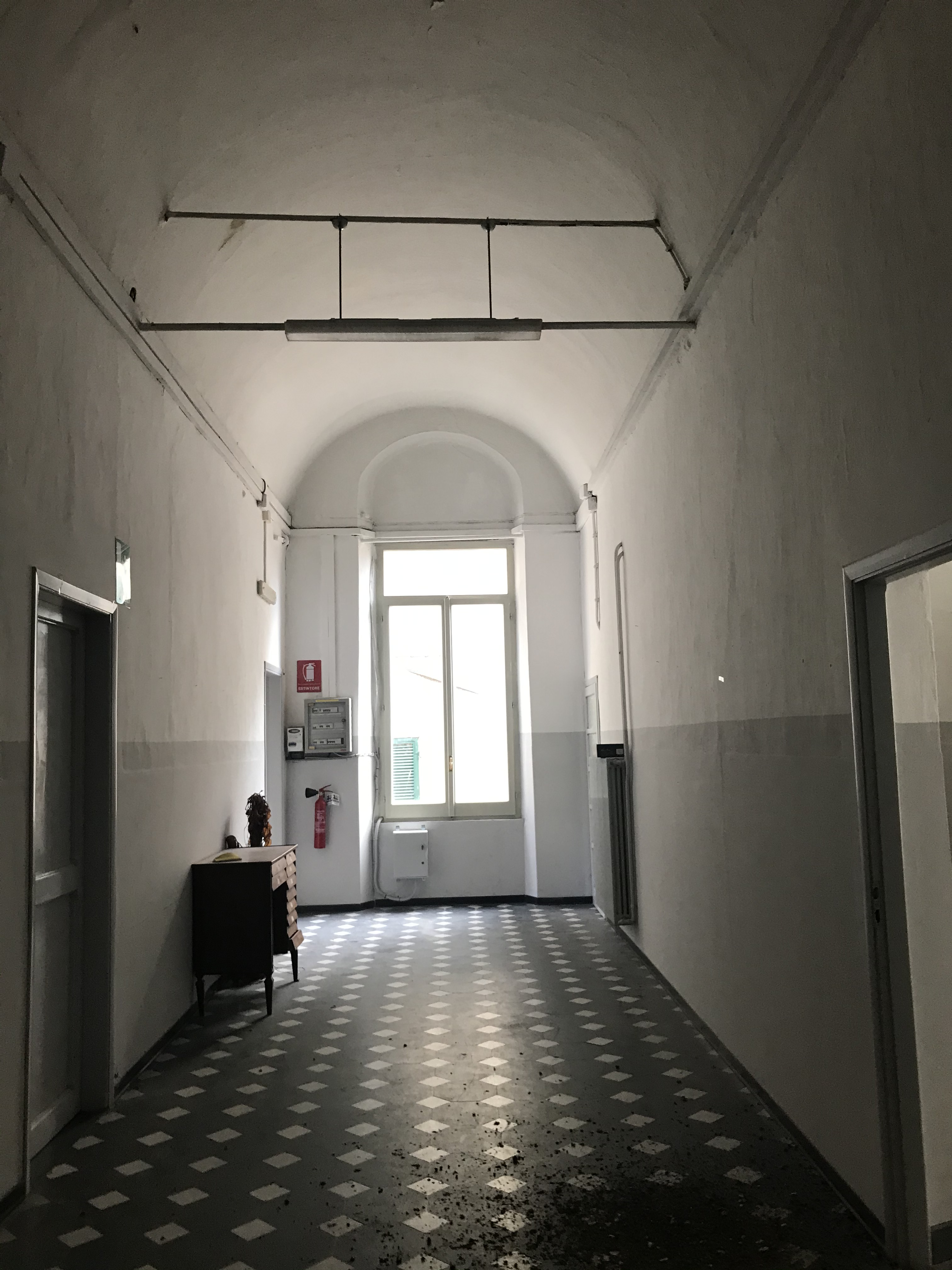
L'interno di San Domenico attualmente

L'immobile viene in parte acquistato dal Comune nel 1906 per 30'000 lire per diventare sede delle scuole elementari, che erano sparse in più zone delle città. Ma solo nel 1912 il prefetto di Genova autorizzò l'amministrazione comunale a procedere in tal senso. Nel 1913 iniziarono i lavori volti a rendere idoneo l'edificio ad ospitare le scuole, con la demolizione dell'avancorpo con terrazza su piazza San Domenico, la demolizione e realizzazione di nuove tramezze, la creazione di nuove latrine, aperte finestre più ampie. Da questo momento l'antico monastero diventa sede scolastica, mentre l'antica chiesa resta di proprietà privata. Vennero trasferite qui le scuole elementari maschili, ma solo per pochi anni, difatti nel 1913 arriva il titolo di scuola pareggiata per la scuola tecnica alla quale si doveva dare una degna sistemazione, che fino ad allora era in aule di fortuna all'interno del Collegio Oddi. La scuola tecnica, intitolata a Goffredo Mameli, aumenta gli iscritti in pochi anni arrivando ad occupare l'intero edificio, si rende necessario fare nuovi ampliamenti, e pertanto viene demolito l'antico chiostro verso le mura per costruire un fabbricato a due piani dove nella parte sopra era presente un'aula da disegno mentre al piano terra un magazzino destinato all'uso del Comune. La scuola tuttavia era senza palestra, e pertanto venne ipotizzata di realizzarne una all'interno del chiostro, cosa che non venne fatta, tuttavia questo veniva utilizzato per attività sportive e ribattezzato campo ginnastico. Solo nel 1968 il fabbricato costruito quarant'anni prima venne trasformato realizzando una palestra. La Mameli fino al 1965 aveva sede in San Domenico, restando sotto vari nomi: nel 1923 era la scuola complementare, poi nel '28 scuola d'avviamento professionale e solo nel 1962 divenne scuola media unificata. Per la forte ondata migratoria dal sud Italia del dopoguerra, ad Albenga servivano nuovi spazi, pertanto i bambini delle elementari vennero trasferiti in San Domenico, mentre quelli delle scuole medie vennero mandati in affitto nei locali dei frati di Pongelungo. 
Nel 2012 presso San Domenico viene ospitata una scuola d'arte. Nel 2016 vengono ancora fatti dei lavori di manutenzione, e installato un nuovo ascensore per l'abbattimento delle barriere architettoniche ma a causa delle cattive condizioni e della mancanza di sicurezza, con alcune volte in canniccio che si sgretolano sotto il peso dei secoli, viene reso inagibile e chiuso. Nel 2021 vengono eseguiti i lavori di restauro delle facciate. 

## Architettura

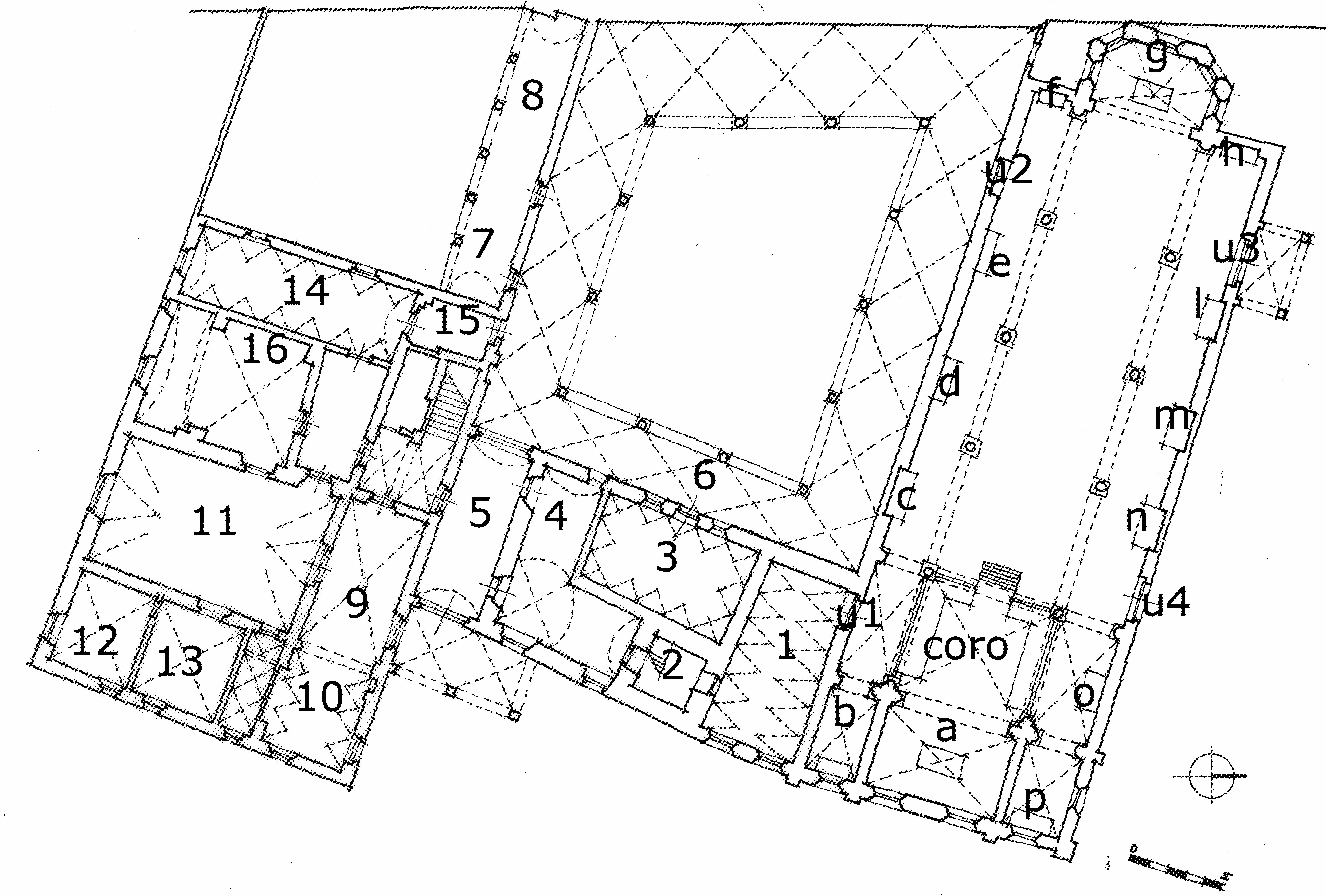
Planimetria di San Domenico del XVI secolo del Piano terreno, dove a) Altare maggiore, b) S.Marta, c) S.Orsola, d) S. Vincenzo Ferrer, e) S. Pietro martire, f) SS. Giacomo e Filippo, g) SS Rosario, h) SS crocifisso, l) S. Caterina da Siena, m) S. Silvestro, n) S. Tommaso d'Aquino, o) SS. Fabiano e Sebastiano, p) S. Matteo, 1) Sacrestia, 2) Campanile, 3) Sala capitolare, 4) Locale ad L, 5) Ingresso, 6) Chiostro, 7 e 8)Locali decorati, locutorium, 9 e 10) Foresteria, 11,12 e 13) Officine, 14) Refettorio, 15) Lavatorium, 16) Cucina.

L'edificio si basa sulle regole architettoniche emanate dall'Ordine, cioè caratterizzato da edifici semplici sviluppati attorno a una vita monastica. Il complesso viene generato nel corso dei secoli, con l'acquisizione delle aree nel XIII secolo e i successivi sviluppi storici che hanno portato ad accrescere il complesso. L'edificio si sviluppa attorno a un chiostro centrale, punto di passaggio tra la chiesa e le altre aule del monastero. Oggi il Chiostro è andato in parte distrutto e in parte è stato chiuso ma si vedono ancora le tracce delle colonne sulle pareti esterne. La Chiesa un tempo era girata nel verso opposto, ma nel corso del 1600 vennero realizzati importanti lavori per i quali venne cambiato il verso stesso della Chiesa. È ancora presente la torre campanaria, anche se abbassata a causa del terremoto del 1887 disegnato ancora da Clemente Rovere nel 1844. L'invaso della chiesa venne trasformato in complesso abitativo con la parziale demolizione delle mura, alcune delle quali vennero sopraelevate. Solo l'abside e la cappella laterale sinistra sono ancora parzialmente visibile. Viene invece conservato l'antico portale d'ingresso sull'omonima piazza. Alcune delle colonne interne della chiesa sono ancora parzialmente visibili anche se inglobate in murature costruite successivamente; in special modo sono ancora visibile due di queste all'interno di un locale, dove si vede il capitello in pietra di Cisano ornato con foglie a crochet.

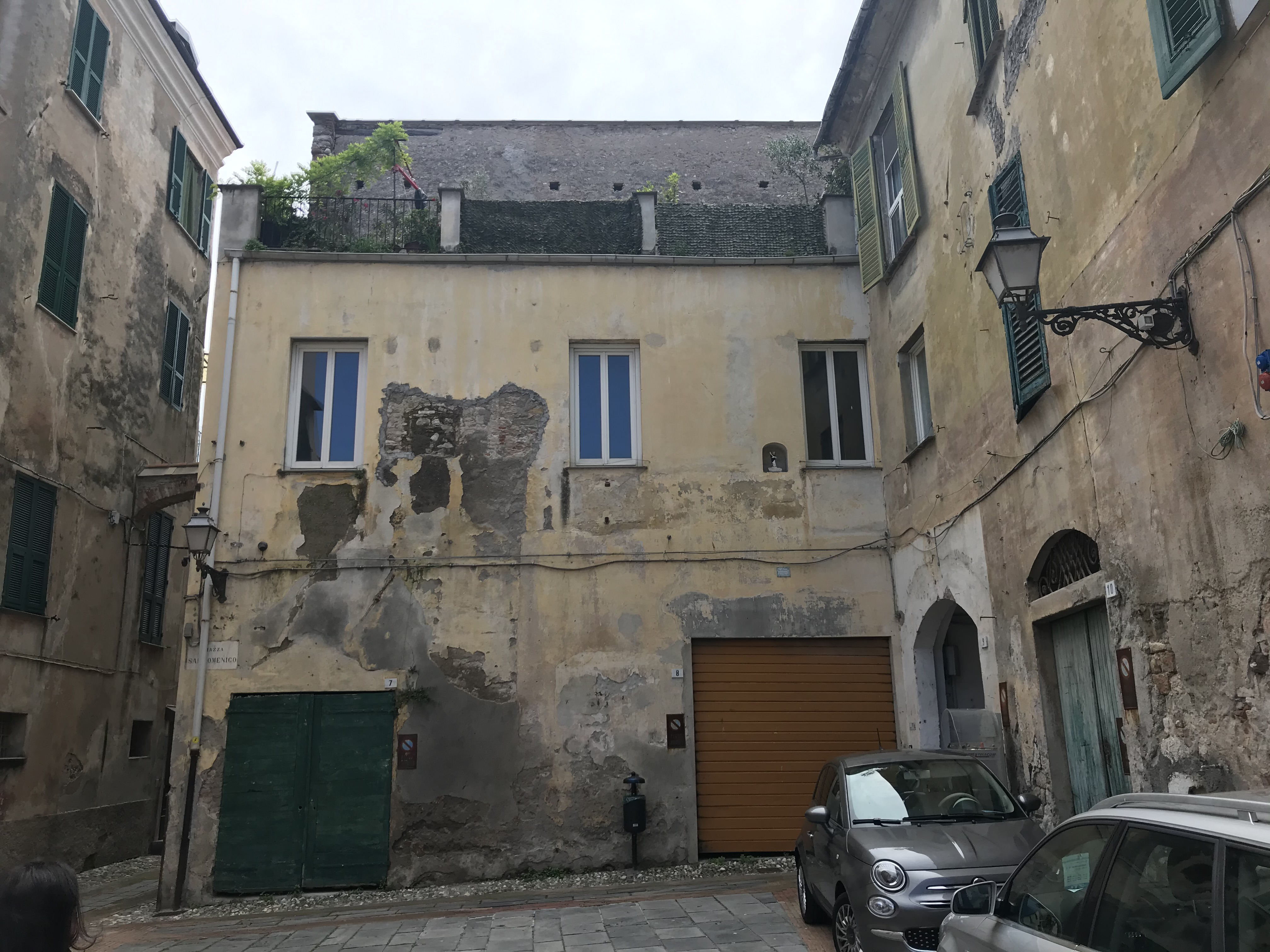
La facciata moderna verso Piazza San Domenico

A seguito della confisca da parte della Repubblica Ligure nel 1798 il complesso viene convertito in abitazioni e magazzini e in parte ad uso del Comune come scuola, mentre il chiostro è utilizzato come parcheggio per auto. Gli interventi di manutenzione realizzati dopo il XIX secolo sono stati estremamente pochi, tanto che oggi è in una situazione precaria.
Esternamente è presente una fontanella di acqua pubblica.